# Eremitageslottet
 For alternative betydninger, se Eremitagen. (Se også artikler, som begynder med Eremitagen)
Eremitageslottet (ofte blot Eremitagen) er et kongeligt lystslot i Jægersborg Dyrehave nord for København, beliggende på det højeste punkt på Eremitagesletten. Slottet blev opført af arkitekten Lauritz de Thurah fra 1734 til 1736 for Kong Christian 6. som et sted, hvor kongen under sine parforcejagter kunne holde taffel.
Eremitageslottet ejes i dag af staten og er stillet til rådighed for kongehuset. Det anvendes således af dronningen og den kongelige familie til kongejagter og i forbindelse med den årlige Hubertusjagt.

## Slottets navn
Eremitagen har aldrig været tænkt til residens, men blot som et sted, hvor kongen under sine parforcejagter kunne tage ophold og holde taffel. I både det nuværende slot og forgængeren fandtes der tidligere en "taffelmaskine", der kunne hejse det dækkede bord op fra kælderen til spisesalen, således at kongen og hans gæster kunne indtage middagen uden tjenere, eller "en ermitage" (i ensomhed), deraf navnet på slottet.

## Historie

### 1700-tallet
Området omkring slottet var blevet indhegnet af Christian 5. som Jægerborg Dyrehave, så han kunne drive jagt i området. Indhegningen medførte, at befolkningen i området blev tvangsforflyttet. Blandt andet blev landsbyen Stokkerup nedlagt, så der i dag kun er byens gadekær tilbage neden for slottet.
Før Eremitageslottet blev bygget, var det meningen, at arkitekten Lauritz de Thurah skulle have restaureret forgængeren, Hubertushuset. Det var opført i 1694 af Ole Rømer og arkitekt Hans van Steenwinckel 3. på tomten fra en af de nedlagte gårde i Stokkerup og blev brugt af Christian 5. under hans parforcejagter. Imidlertid fandt de Thurah, at slottet i 1734 var så medtaget, at han udførte tegninger til et nyt jagtslot og fik dem godkendt. Slottet blev opført 1734-36 under Christian 6. Navnet fik slottet fra den taffelmaskine, som snedkermester Johan Jeremias Reusse opsatte i 1736. Den gjorde det muligt at spise "en eremitage", dvs. alene, uden tjeneres nærværelse. De Thurah indrettede rummene i senbarok stil især præget af østrigsk mode. Spisesalen har indfældede spejlstykker i loftet, pilastre på væggene og er holdt i mørke, brunlige toner. Hovedtrapperummet er beklædt med håndmalede fliser fra Store Kongensgade Fajancefabrik i samme stil, som findes i Holland. At moden allerede var ved at skifte, vidner et hjørneværelse om. Det er et af de tidligste rokokointeriører i Danmark og muligvis udført af Nicolai Eigtved – manden, hvis karriere snart skulle få fart på bekostning af de Thurahs.
Christian 6. kom imidlertid ikke til at bruge slottet ret meget, bl.a. fordi han også ophævede parforcejagten. Da hans søn, Frederik V, som 23-årig blev konge genoplivedes parforcejagten og den medfølgende festivitas på slottet. Den livlige aktivitet fortsatte under Christian VII, mens Johann Friedrich Struensee havde den reelle magt i kongeriget. Efter Struensees henrettelse sænkede stilheden sig over Eremitagen, og bygningerne forfaldt stille og roligt.
En planlagt renovering i 1786 blev ikke til noget, da prisen på 3.000 rigsdaler var for høj. I 1790 besluttedes det at nedrive slottet, men denne beslutning var ikke populær i alle kredse. Caroline Mathildes tidligere hofjunker og daværende jægermester med ansvar for Jægersborg Dyrehave, grev Christian Frederik Ernst Rantzau, kastede sig ud i et forsvar for slottet. Han foreslog kongen at overdrage ham slottet som sin private ejendom mod at stille slottet til rådighed for kongen.
I 1794 lykkedes projektet, og Rantzau fik overdraget ejendomsretten til Eremitageslottet, driftsbygningerne og et areal på 5 tønder land, som omfattede den skov og vanding, der fandtes på arealet Magasindammen. Prisen var afståelse af embedsboligen på Jægersborg, som Rantzau selv havde istandsat, og med i handelen fulgte et beløb på 300 rigsdaler årligt til vedligeholdelse. Kongen havde dog forkøbsret i tilfælde af, at Rantzau skulle ønske at sælge slottet. Rantzau satte nu slottet i stand for 4.000 rigsdaler, som han lånte. Imidlertid fandt han hurtigt ud af, at boligen var ubekvem for ham. Den lå desuden udsat for vind og vejr og fjernt fra den øvrige civilisation. Derfor satte Rantzau bygningerne til salg, hvilket kom kongen for øre. Kongen ønskede ikke, at slottet kom på fremmede hænder og nedlagde forbud mod salget. Dette fandt Rantzau sig ikke i og anlagde en retssag, som fandt ham berettiget til at sælge. Med dette udfald valgte kongen at tilbagekøbe slottet med en pris på 4.000 rigsdaler, det beløb Rantzau havde investeret, samt en årlig betaling på 200 rigsdaler, indtil Rantzau kunne flytte tilbage til friboligen på Jægersborg. Det skete i 1797 tre år efter, at kongen havde afhændet slottet.
I 1798 besluttedes det at reparere bygningen for at sikre tag og fag, og bygningens ydre pynt blev nedtaget. I spidsen for dette arbejde stod arkitekt Boye Magens, og han var, som repræsentant for sin tid, meget ivrig efter at fratage bygningen den pynt, der gjorde den tidstypisk. Det gjaldt også for omgivelserne. Jordvolden omkring slottet blev fjernet, og der blev opsat et rækværk af tømmer, der efterlod bygningen med nogle uharmoniske proportioner i landskabet.

### 1800-tallet
Som kronprins gik og red Frederik VI ret ofte på jagt i Dyrehaven, som regel sammen med den unge prins Christian Frederik, den senere Christian VIII, og slottet var ofte rammen om disse jagter. Imidlertid satte englændernes invasion og belejring af København en stopper for festlighederne. Belejrerne tog for sig både af Dyrehavens hjorte og skoven, ligesom slottet ofte husede de ubudne gæster.
Efter freden i Kiel ændrede Frederik VI brugen af Dyrehaven. Kongen blev mere og mere militærisk anlagt, og Eremitagesletten blev anvendt til store tropperevyer og militærøvelser. Slottet var atter i brug, men nu til frokoster for kongen og militærfolk i forbindelse med øvelserne.
Da Christian VIII i 1839 bliver konge, genoptages jagterne, og Eremitagen bliver i denne forbindelse atter brugt til selskabelighed. Som noget nyt i tiden bliver slottet centrum for store forsamlinger og møder.
I 1852 køber Frederik VII Skodsborg Palæ, hvor han opholder sig – meget af tiden sammen med Grevinde Danner. Stedet var velegnet til formålet, da grevinden ikke var synderligt velset i København, og stedet ikke lå langt fra Frederiksborg Slot og Christiansborg Slot.
I denne periode blev der ofte ført politiske forhandlinger på Eremitagen, ligesom der blev afholdt statsrådsmøder. Fx blev Tronfølgeloven af 31. juli 1853 underskrevet på slottet. Ligeledes blev den første store grundlovsfest holdt den 5. juni 1854 på Eremitagesletten, hvor 30.000 mennesker samledes om slottet, der var pyntet med flag, blomsterguirlander og en tribune med en høj festsøjle. I 1861 og 1865 var der igen folkeligt opbud på sletten. Slesvigerne havde disse to år sat hinanden stævne i hovedstaden, og mødet sluttede begge gange med festligheder, sidste gang med slesvigerne som tyske undersåtter. Ved denne lejlighed blev "Den Slesvigske Sten" opsat for at markere samhørigheden med Danmark. Det var hermed slutningen på store folkeforsamlinger. Disse blev til gengæld efterfulgt af flere nye sportsgrene, der blev vist på sletterne omkring slottet. Christian IX gav tilladelse til disse arrangementer, og samtidig genoplivede han jagterne med mange af de prominente gæster fra udlandet, som han havde giftet sine døtre bort til.
Selve slottet fik samtidig en grundig renovering, forestået af arkitekten Meldahl, der med stor nænsomhed startede med at omlægge og istandsætte trapperne mod vest i 1882. I 1885-86 fik han, med hjælp fra dygtige kunstnere, restaureret de skulpturer, som slottet fra starten var udsmykket med. Kroner, skjold og monogrammer blev forgyldt og slottet kom igen til at stråle, som da det var blevet opført på Christian VIs tid. Slottet blev også gennemgået indvendigt, og de gamle overmalede dekorationer blev afrenset og restaureret med stor pietetsfølelse for det oprindelige. I 1888 blev anlægget uden om slottet genetableret, idet dog Thurahs gamle plan ikke blev fulgt helt, og østsiden aldrig blev færdiggjort af sparehensyn. Her blev i stedet tilplantet for at skabe en afdækning af kælderen, og slottets proportioner på afstand blev herved forbedret.

### 1900-tallet
Taget var renoveret med blik, som allerede i begyndelsen af 1900-tallet var tæret, og i 1914-15 blev taget omlagt, denne gang med kobber. Ingen ved hvilket materiale det oprindeligt var udført i, men pga. bygningens udsatte position mht. vejrliget var kobber den bedste løsning[kilde mangler].
Da Christian 10. blev konge i 1912, kom der igen liv i Eremitageslottet med jagtfrokoster. Fra den tid findes også mange fotos af opstillede jagtselskaber. Siden har både Frederik 9. og prins Henrik fortsat traditionen med jagter. Slottet gennemgik en større renovering i 1976-91, og i 2010-2013 blev interiøret gennemrenoveret til sin "oprindelige pragt" . Slottet er normalt ikke åbent for offentligheden, men i forbindelse med renoveringen er det muligt at bestille billet til omvisning i perioden 1. juli-20. oktober 2013.
Slottet ejes i dag af staten og er stillet til rådighed for kongehuset. Det anvendes således af dronningen og den kongelige familie til kongejagter og i forbindelse med den årlige hubertusjagt.

## Galleri
- Eremitageslottet med udsigt på dyrehaven
- Eremitageslottet
- Eremitagen 1895 (1866)
- Eremitageslottet set fra vestlig retning ved solopgang
- Eremitageslottet set fra sydvestlig retning med en gruppe sikahjorte i forgrunden
- Eremitagen
- Eremitagesletten
- Eremitageslottet set fra sydøst
- Eremitageslottet set fra øst